# イルマーレ
『イルマーレ』（原題: 시월애 「時越愛」）は、2000年に公開された韓国映画。イタリア語で海を意味する「イル・マーレ（Il Mare）」という名の海辺の家を舞台に、設置された郵便受けを通して時を越えた文通を行う2人の男女を描いた恋愛映画。監督はイ・ヒョンスン、主演はイ・ジョンジェとチョン・ジヒョン。

## ストーリー
海辺の別荘に2年前に投函された手紙が届く。手紙のやり取りを始めると、男は時間軸が違うと気づく。そして未来では男が死んでしまい、女はそれを回避するために行動する。男の死は免れ、2人は出会うことができた。

## キャスト
- ウンジュ（은주）：チョン・ジヒョン
- ソンヒョン（성현）：イ・ジョンジェ
- ジェヒョク（재혁）：チョ・スンヨン
- ジフン（지훈）キム・ジム

### 吹き替え
- ウンジュ：さとう珠緒
- ソンヒョン：堀内賢雄
- ジェヒョク：高瀬右光
- ジョンスク：安達忍
- ジフン：堀川仁
- その他の声の吹き替え：花田光/大橋世津/小林沙苗/出口佳代/岡野浩介/坪井智浩/伊藤栄次/安達まり

## ロケ地
海辺の家は、江華島の西方にある席毛島の海岸に建てられたが、撮影後、暴風雨のために壊れた。

## リメイク
2006年にキアヌ・リーブスとサンドラ・ブロックでリメイクされた。舞台は湖畔の家に変更され、タイトルも『The Lake House』となっている（ただし、邦題は今作と変わらず『イルマーレ』である）。